# Naomi Mulitauaopele
Naomi Mulitauaopele (Seattle, 6 marzo 1976) è un'ex cestista statunitense, professionista nella ABL e nella WNBA.

## Biografia
È stata selezionata dalle Utah Starzz al primo giro del Draft WNBA 2000 (12ª scelta assoluta).